# Alois Eliáš
Alois Eliáš (Praga, 29 settembre 1890 – Praga, 19 giugno 1942) è stato un generale e politico cecoslovacco, Primo ministro dei Protettorato di Boemia e Moravia dal 27 aprile 1939 al 28 settembre 1941.

## Biografia
A seguito della conferenza di Monaco del settembre 1938 ed alla successiva invasione nazista della Cecoslovacchia, Hitler istituì un protettorato su quanto rimaneva dello Stato cecoslovacco nominando Konstantin von Neurath governatore (Reichsprotektor).
In un primo momento von Neurath lasciò il primo ministro cecoslovacco Rudolf Beran al suo posto ma dopo circa un mese dall'invasione nazista chiese al presidente Emil Hácha di sostituirlo con Alois Eliáš che godeva di grande popolarità per aver combattuto in Francia nella legione cecoslovacca durante la prima guerra mondiale.

### L'affare Sandwich
Nel settembre 1941 Eliáš – che sin dall'inizio del suo mandato aveva segretamente fornito costante sostegno alla resistenza contro gli invasori nazisti – cercò di uccidere alcuni collaboratori del regime nazista.
Dopo averli invitati presso il palazzo del governo offrì loro alcuni panini avvelenati causando la morte di Karel Lažnovský, direttore del giornale České slovo.

### L'arresto e la condanna
Il 27 settembre 1941, una settimana dopo la nomina di Reinhard Heydrich a nuovo Reichsprotektor della Boemia e Moravia, Eliáš venne arrestato, processato e condannato a morte.
Il 19 giugno 1942 Eliáš venne fucilato nel sobborgo di Kobylisy nell'ambito della rappresaglia tedesca contro l'uccisione di Heydrich.
Il 7 maggio 2006 ad Eliáš è stato concesso un funerale di Stato con tutti gli onori e la sua salma è stata traslata presso il cimitero Vítkov di Praga.